# Dronten
Dronten – miasto i gmina w środkowej Holandii (prowincja Flevoland). Według spisu ludności z 2013 gminę zamieszkuje 40 637 osób, a sama miejscowość Dronten 27 871 mieszkańców. Gmina ma powierzchnię 423,89 km², a gęstość zaludnienia wynosi tu 122 os./km².